# Árgyelán János (labdarúgó)
Árgyelán János (Gyula, 1969. január 26. –) labdarúgó, középpályás. 1993-ban az év labdarúgója volt Magyarországon.

## Sikerei, díjai
- Magyar bajnokság
  - bajnok: 1997–98
  - 2.: 1996–97
  - 3.: 1993–94
- Az év labdarúgója: 1993